# Mohamed Fikry El-Saghir
Mohamed Fikry El-Saghir (ar. محمد فكرى الصغير; ur. 17 października 1963) – egipski piłkarz grający na pozycji pomocnika. W swojej karierze rozegrał 14 meczów i strzelił 1 gola w reprezentacji Egiptu.

## Kariera klubowa
Swoją karierę piłkarską El-Saghir rozpoczął w klubie Ismaily SC. W 1984 roku zadebiutował w jego barwach w pierwszej lidze egipskiej i grał w nim do 1996 roku. Wraz z Ismaily wywalczył mistrzostwo Egiptu w sezonie 1990/1991. W latach 1996–1998 grał w Dina Farms FC, a w sezonie 1998/1999 ponownie bronił barw Ismaily. W sezonie 1999/2000, ostatnim w karierze, grał w klubie El Qanah FC.

## Kariera reprezentacyjna
W reprezentacji Egiptu El-Saghir zadebiutował 7 czerwca 1991 w zremisowanym 0:0 towarzyskim meczu z Koreą Południową, rozegranym w Seulu. W 1994 roku został powołany do kadry na Puchar Narodów Afryki 1994. Na tym turnieju rozegrał trzy spotkania: grupowe z Gabonem (4:0) i z Nigerią (0:0) oraz ćwierćfinałowe z Mali (0:1). Od 1991 do 1994 rozegrał w kadrze narodowej 14 meczów i strzelił 1 gola.